# Conus flavescens
Conus flavescens é uma espécie de gastrópode do gênero Conus, pertencente à família Conidae.

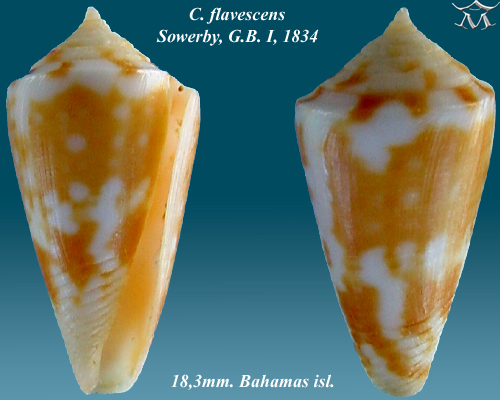
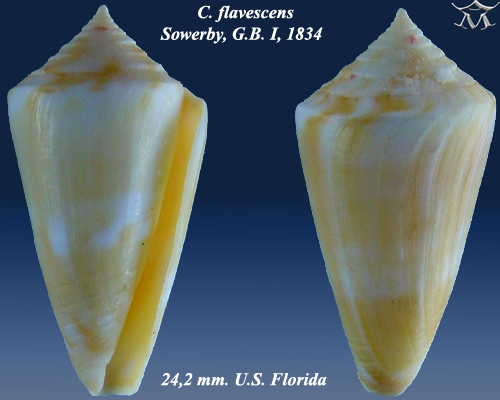
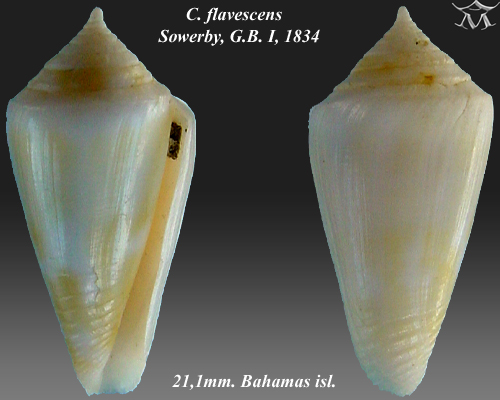
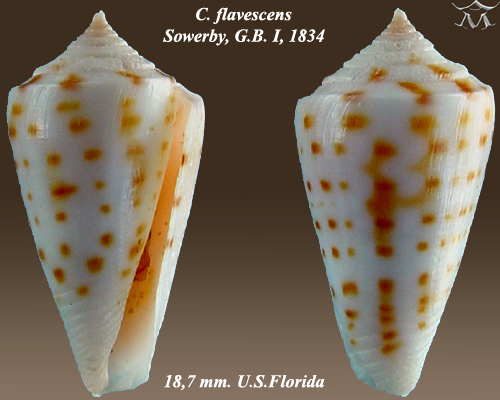
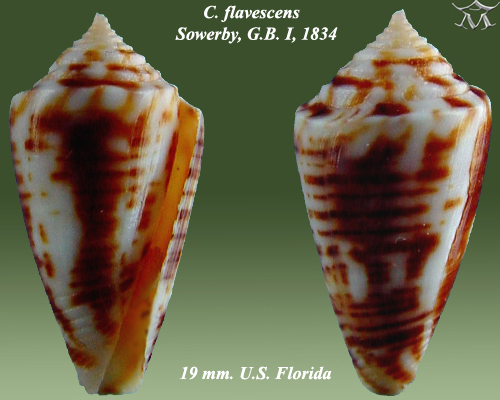
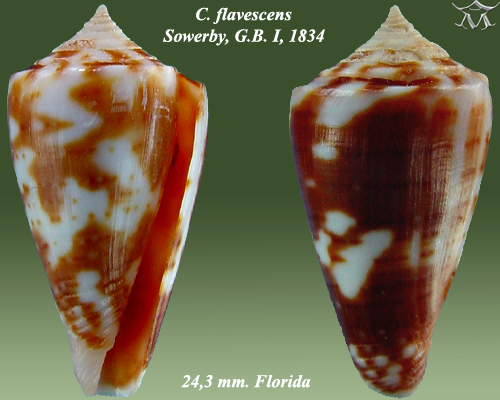
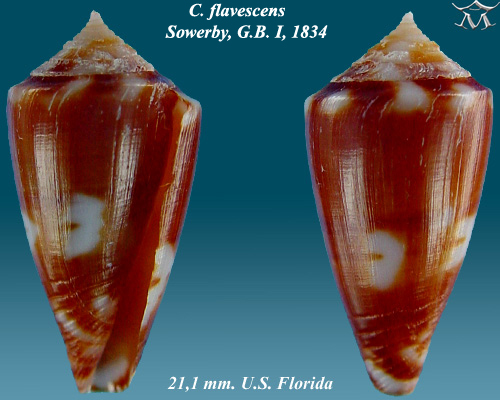
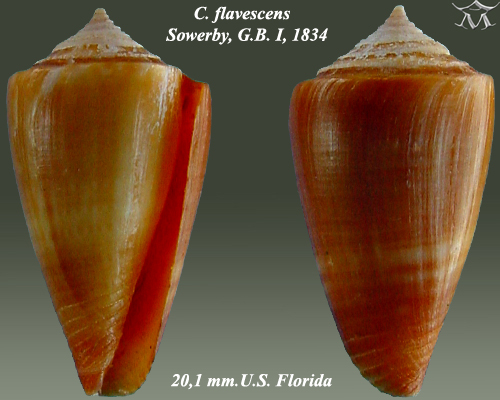